# Caviano

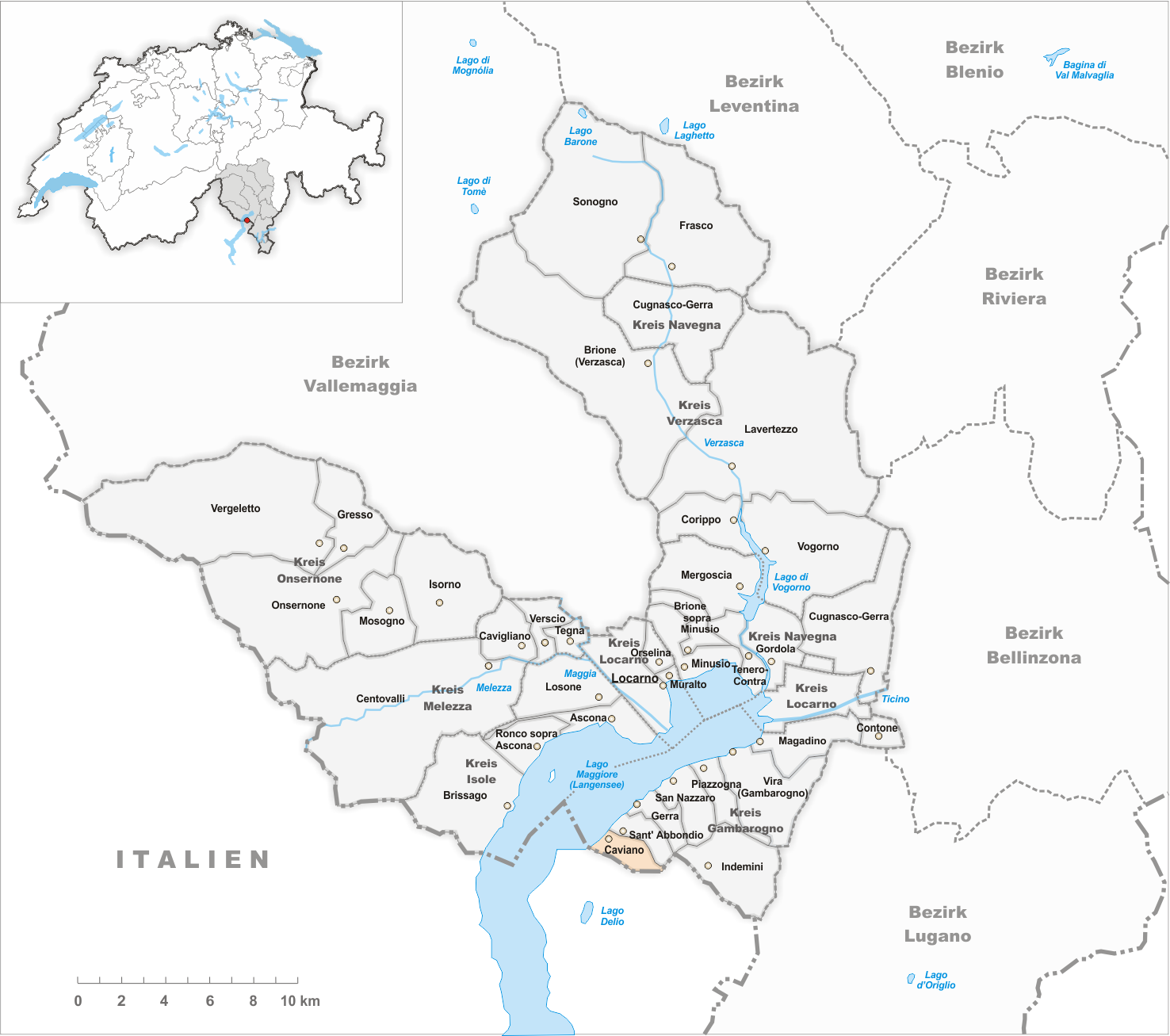
Gemeindestand vor der Fusion am 24. März 2010

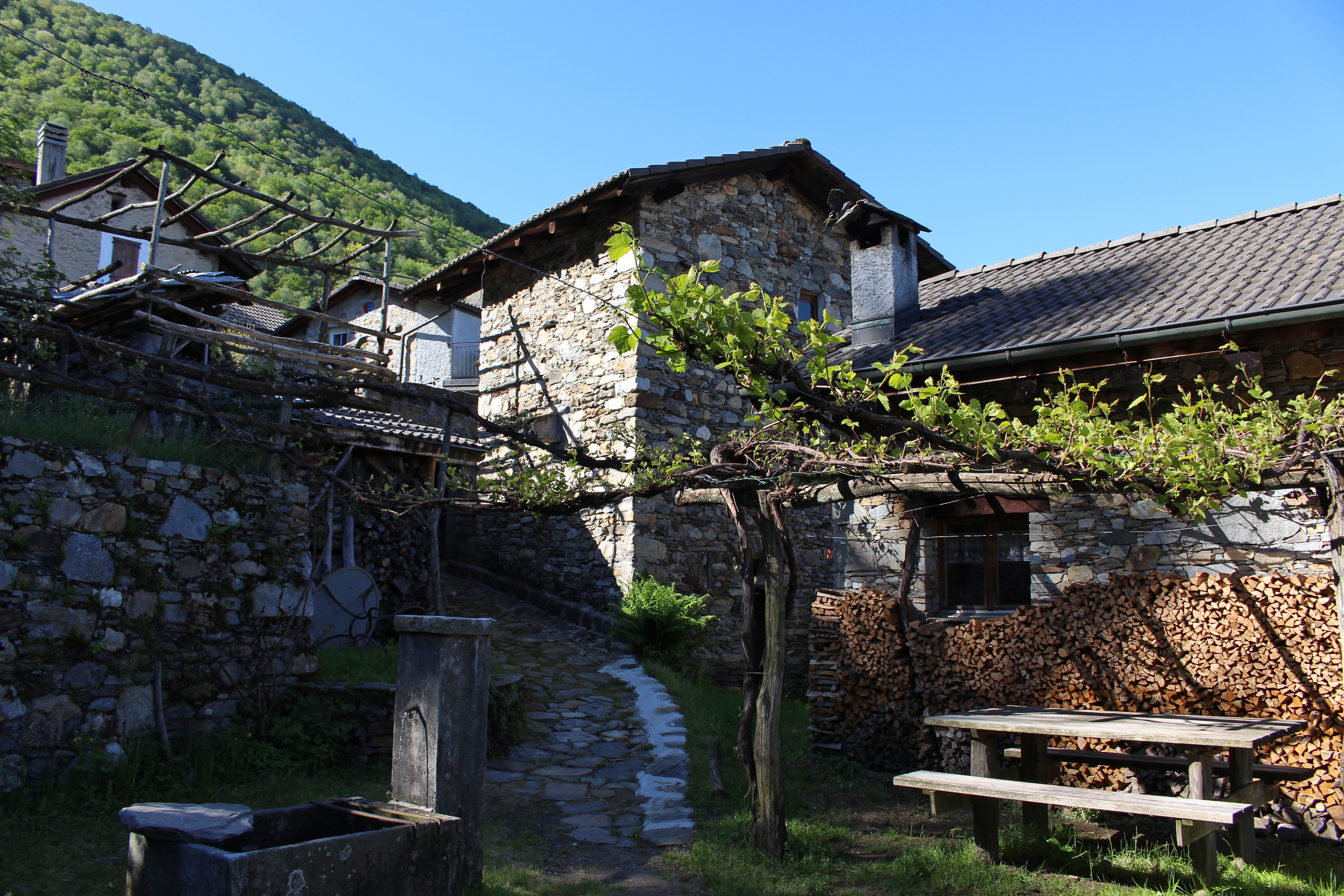
Monti di Caviano

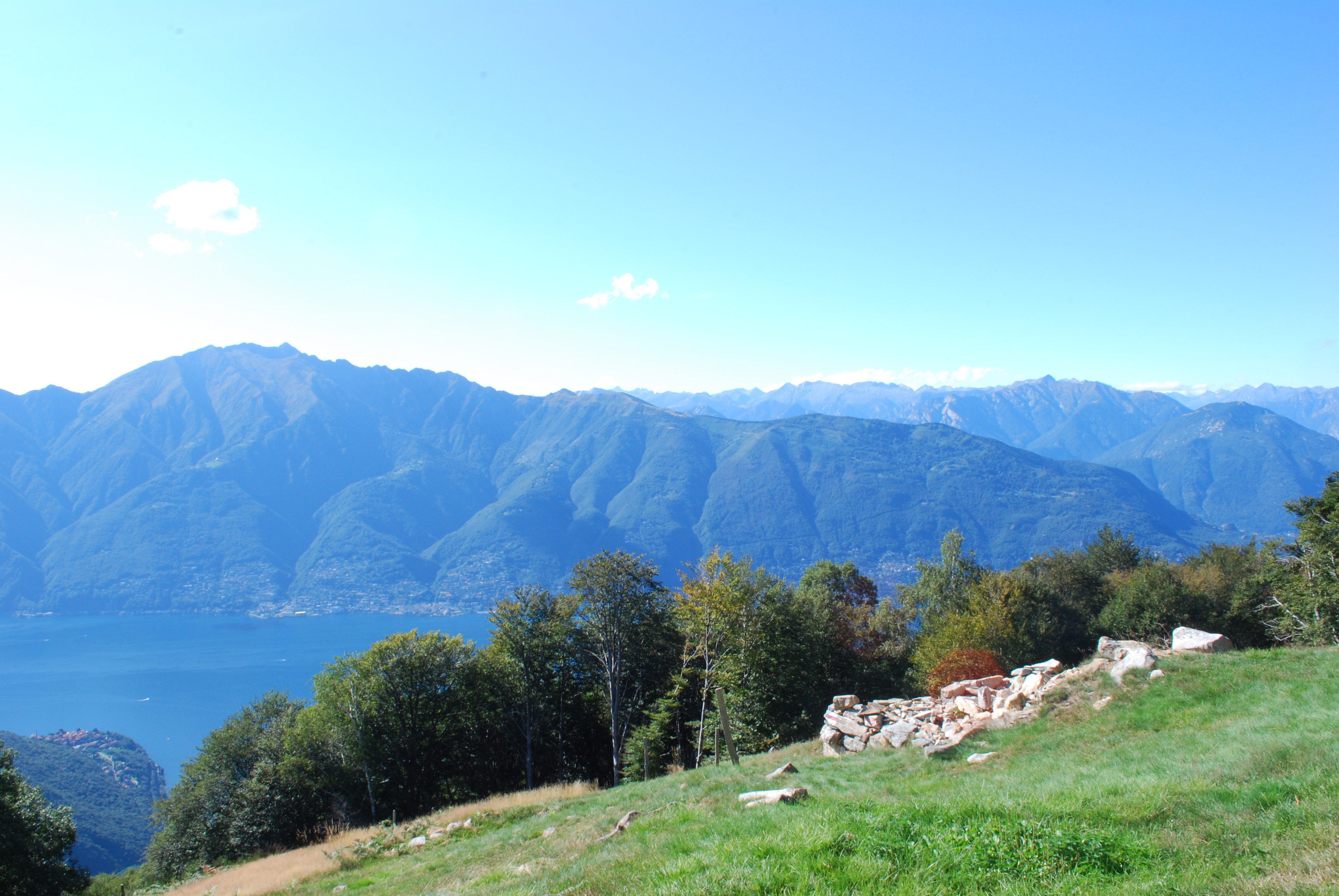
Monti di Caviano mit Ghiridone im Hintergrund

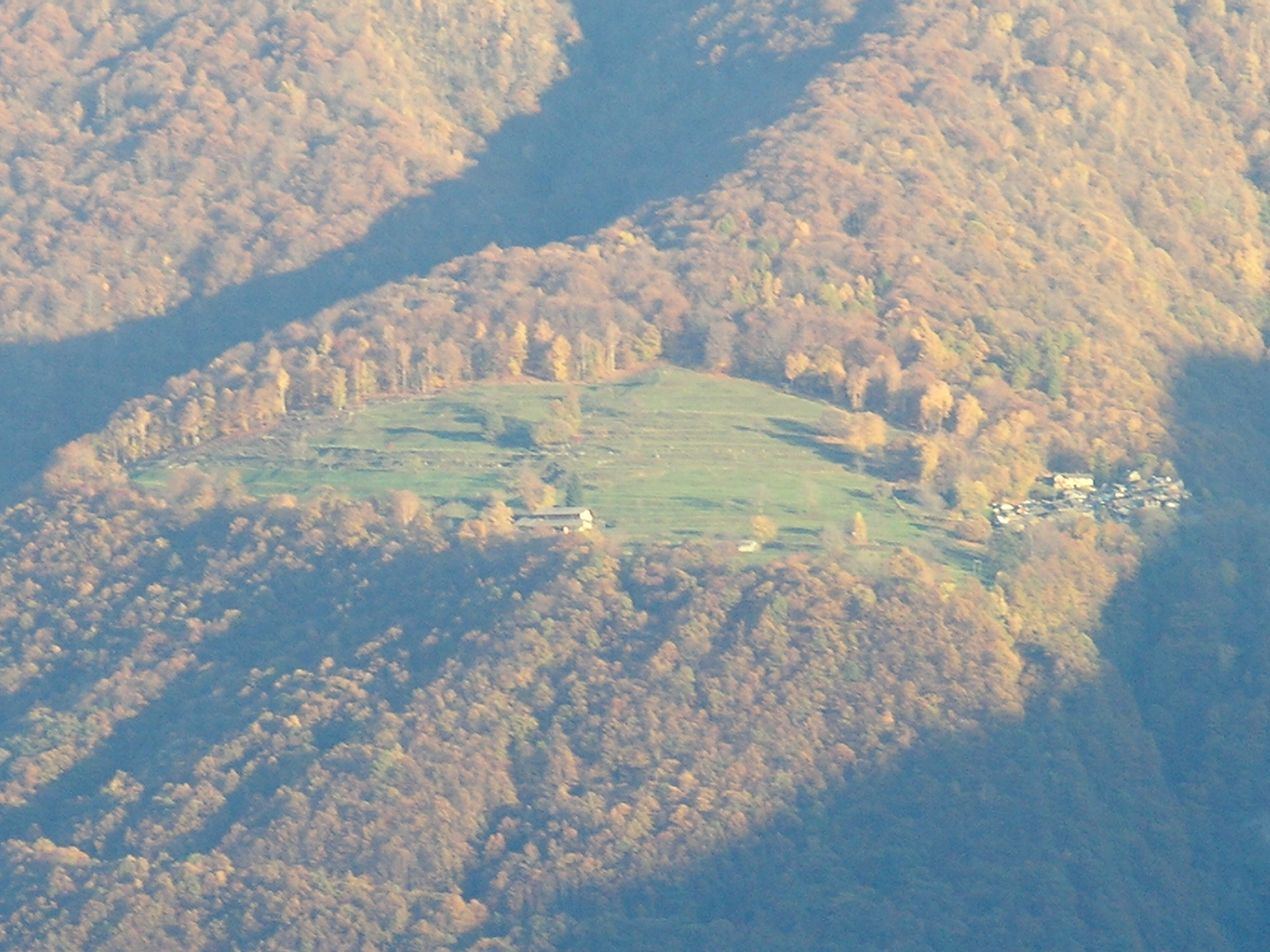
Cento Campi im Herbst

Caviano, im lombardischen Ortsdialekt Caviagn [kaˈvjaŋ], ist ein Ortsteil der Gemeinde Gambarogno im Schweizer Kanton Tessin. Er bildete bis zum 24. April 2010 eine selbständige politische Gemeinde.

## Geographie
Caviano liegt an der Riviera del Gambarogno, der steilen Ostküste des Langensees, an der schweizerisch-italienischen Grenze, 274 m ü. M. Die ehemalige Gemeinde besteht aus den Ortsteilen Caviano, Ranzo, Scaiano, Dirinella (mit der Grenzstation zu Italien) und Monti di Caviano.

## Geschichte
Erstmals bezeugt findet sich das Dorf im Jahre 1258 als Caviliano. Caviano gehörte ursprünglich zur Pfarrei Locarno, dann zu Sant’Abbondio. 1850 wurde es eine eigene Pfarrei.
Am 25. November 2007 wurde die Fusion der Gemeinden am Südufer des Lago Maggiore zur neuen Gemeinde Gambarogno von den Stimmberechtigten der Gemeinden Caviano, Contone, Gerra (Gambarogno), Indemini, Magadino, Piazzogna, Sant’Abbondio und Vira (Gambarogno) gutgeheissen; einzig San Nazzaro war mehrheitlich dagegen. Gegen den Entscheid des Tessiner Grossen Rats, die Fusion trotzdem wie geplant durchzuführen, wurde beim Bundesgericht Beschwerde eingelegt. Nach der Ablehnung der Beschwerde trat die Fusion per 25. April 2010 in Kraft. Caviano bildet aber nach wie vor eine eigenständige Bürgergemeinde.

## Bevölkerung
Einwohnerzahlen: Volkszählungsdaten

## Wappen
Blasonierung: Das Wappen ist geteilt. Oben in Silber und Rot gespalten ein Doppeladler in verwechselten Farben und unten in Rot eine dreistufige silberne Zinnenburg mit zwei offenen Durchgängen.

## Sehenswürdigkeiten
- Pfarrkirche Santa Maria Nascente[6][7]
- Oratorium San Bernardo von Chiaravalle im Ortsteil Scaiano, erwähnt 1591[6][8]
- Casa Branca-Masa im Ortsteil Ranzo[6][9]
- Strohgedecktes Haus[10]

## Persönlichkeiten
- Gioachimo Masa (1783–1862), Arzt und liberaler Politiker, Tessiner Grossrat und Staatsrat
- Dominique Della Giacoma (* um 1800 in Caviano; † 29. November 1851 ebenda), Maler[11]
- Guglielmo Branca-Masa (* 1821 in Grono; † 30. Oktober 1900 in Caviano), Gemeindepräsident von Caviano, Tessiner Grossrat[12]
- Jacques-Antoine Della Giacoma (* 4. November 1828 in Scaiano, Caviano; † 15. Juli 1888 in Paris), Maler[13]
- Gustavo Branca-Masa (* 1861 in Caviano; † 8. März 1929 in Sant’Abbondio), Forstingenieur, Politiker, Gemeindepräsident von Caviano und Sant’Abbondio, Tessiner Grossrat[14]